# Телефонный план нумерации Хорватии
Телефонный план нумерации Хорватии  — диапазоны телефонных номеров, выделяемых различным пользователям телефонной сети общего пользования в Хорватии, специальные номера и другие особенности набора для совершения телефонных вызовов. Все международные номера пользователей данной телефонной сети имеют общее начало, называемое префиксом или телефонным кодом страны.
Международный телефонный номер Хорватии состоит из кода страны 385 и 8 цифр национального номера, в котором первые 2 цифры — это код региона, а следующие 6 цифр — номер абонента. В Загребской жупании номера абонентов состоят из 7 цифр, код региона — 1. Подобный план нумерации действует в Хорватии с 1991 года, после провозглашения ею независимости от СФРЮ.

## Порядок набора номера
Для звонков внутри одного и того же региона нужно набирать только сам номер абонента.
Для всех не-местных звонков требуется набирать префикс 0, затем — код региона либо код оператора сотовой связи и номер абонента.
Для международных звонков следует набирать префикс 00 + код страны + код города + номер абонента.
Короткие номера вызова экстренных служб набираются без префиксов и кодов.

## Коды регионов
- 1x xxx xxx — Загребская жупания и Загреб
- 20 xxx xxx — Дубровницко-Неретванская жупания
- 21 xxx xxx — Сплитско-Далматинская жупания
- 22 xxx xxx — Шибенско-Книнская жупания
- 23 xxx xxx — Задарская жупания
- 31 xxx xxx — Осиецко-Бараньская жупания
- 32 xxx xxx — Вуковарско-Сремская жупания
- 33 xxx xxx — Вировитицко-Подравская жупания
- 34 xxx xxx — Пожежско-Славонская жупания
- 35 xxx xxx — Бродско-Посавская жупания
- 40 xxx xxx — Меджимурская жупания
- 42 xxx xxx — Вараждинская жупания
- 43 xxx xxx — Беловарско-Билогорская жупания
- 44 xxx xxx — Сисацко-Мославинская жупания
- 47 xxx xxx — Карловацкая жупания
- 48 xxx xxx — Копривницко-Крижевацкая жупания
- 49 xxx xxx — Крапинско-Загорская жупания
- 51 xxx xxx — Приморско-Горанская жупания
- 52 xxx xxx — Истрийская жупания
- 53 xxx xxx — Лицко-Сеньская жупания

### Пример набора номера
Пример набора номера при звонке в Вуковар:
```
        xxx xxx    (внутри 
Вуковарско-Сремской жупании
)
   
0 32
 xxx xxx    (внутри 
Хорватии
)

+385 32
 xxx xxx    (из другого государства)
```

## Коды операторов сотовой связи
Номера абонентов операторов сотовой связи Хорватии могут состоять как из 6, так и из 7 цифр, но код всегда состоит из 2.
- 91 — VIPnet
- 92 — Tomato
- 95 — Tele2
- 98 — T-Mobile
- 99 — T-Mobile

### Пример набора номера
Пример набора номера при звонке абоненту T-Mobile:
```
   
0 98
 xxx xxx    (внутри 
Хорватии
)

+385 98
 xxx xxx    (из другого государства)
```

## Короткие номеравызова экстренных служб
- 192 — полиция
- 193 — пожарная охрана
- 194 — скорая помощь
- 195 — помощь на воде
- 1987 — дорожная полиция
- 112 — единая служба вызова всех экстренных служб

## Короткие номера информационных служб
- 11802 — международная информация
- 11888 — служба информации
- 18095 — точное время
- 18100 — служба Будильник

- 18166 — текущая погода

- 18981 — общая информация

## Специальные коды для звонков внутри Хорватии
- 0800 xx xx — бесплатные службы
- 060 xx xx xx — платные службы
- 062 xx xx xx — платные службы